# Antona erythromelas
Antona erythromelas är en fjärilsart som beskrevs av Walker 1854. Antona erythromelas ingår i släktet Antona och familjen björnspinnare. Inga underarter finns listade i Catalogue of Life.